# Raffaele Ursini (pittore)
Raffaele Ursini (Roccella Ionica, 5 maggio 1851 – Roccella Ionica, 1944) è stato un pittore italiano specialista di affreschi.

## Biografia
Nato in un piccolo comune della Locride, iniziò la sua carriera artistica molto giovane, a Napoli con Davide Gravante nella bottega del Morelli e quindi a Venezia con Pompeo Moltenti. Tornò poi a Napoli dove studiò con Marinelli frequentando l'Accademia di belle arti. 
Le sue opere avevano come tema principale la vita popolare dell'epoca, marinai al lavoro, donne dedite alla recita del rosario, carovane di zingari, e i paesaggi dei luoghi visitati, in particolar modo paesaggi di mare, legati al suo paese di nascita. Fece più di 50 tele, oggi conservate in collezioni private, e alla Pinacoteca civica di Reggio Calabria. 
L'artista produsse inoltre numerosi affreschi a soggetto religioso, presso chiese e palazzi nobiliari a Roccella Ionica, e nei paesi circostanti.
Artista girovago, girò l'Italia e successivamente si trasferì per breve tempo anche a Buenos Aires in Argentina, fino al ritorno in patria nel suo paese natale.

## Opere
Tra le opere più importanti Allegoria, presentato a Buenos Aires, Argentina, dove vinse un premio; Cibo dell'anima, presentato a Napoli e acquistato dal principe Carafa; Il Rosario, presentato all'Esposizione Generale Italiana a Torino nel 1884 che ebbe molto successo; Tradizione, presentato alla Biennale di Venezia; L'onomastico di Silvietto, presentato alla Mostra Nazionale di Messina nel 1907 vinse il 2º premio; Pellaro 28 dicembre 1908, presentato all'Esposizione Internazionale di Belle Arti di Roma  nel 1911; Carovana di Zingari, presentato alla VI Biennale Calabrese d'Arte del 1931 di Reggio Calabria.